# Tilden (Nebraska)
Tilden es una ciudad situada en los condados de Madison y Antelope, Nebraska, Estados Unidos. Tiene una población estimada, a mediados de 2022, de 983 habitantes.

## Geografía
La localidad está ubicada en las coordenadas 42°02′37″N 97°49′55″O / 42.04361, -97.83194 (42.043494, -97.831808). Según la Oficina del Censo de los Estados Unidos, tiene una superficie de 2.01 km², correspondientes en su totalidad a tierra firme.

## Demografía
Según el censo de 2020, en ese momento había 992 personas residiendo en la localidad. La densidad de población era de 493.53 hab./km². El 93.45% de los habitantes eran blancos, el 1.21% eran afroamericanos, el 1.21% eran amerindios, el 0.40% eran asiáticos, el 1.92% eran de otras razas y el 1.81% eran de una mezcla de razas. Del total de la población, el 3.63% eran hispanos o latinos de cualquier raza.